# 楓樹窩路

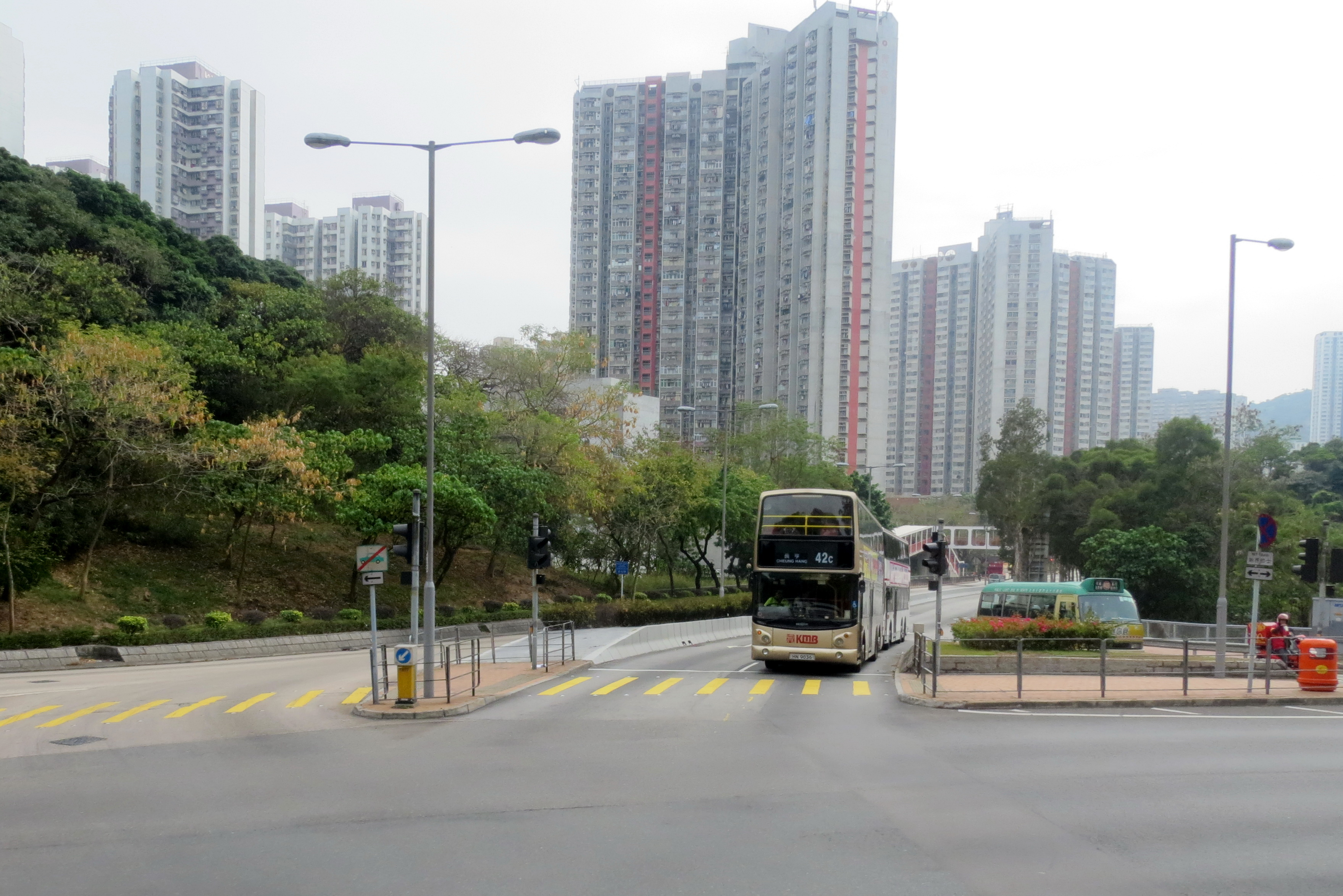
楓樹窩路與青衣西路的交界，後方為青衣邨

楓樹窩路（英語：Fung Shue Wo Road）是香港新界葵青區青衣的一条主要道路，北至担杆山交匯處，南至青衣码头巴士总站，全长大约1.1公里。此道路是继青敬路外，又一条青衣岛的南北大动脉。

## 途径地方

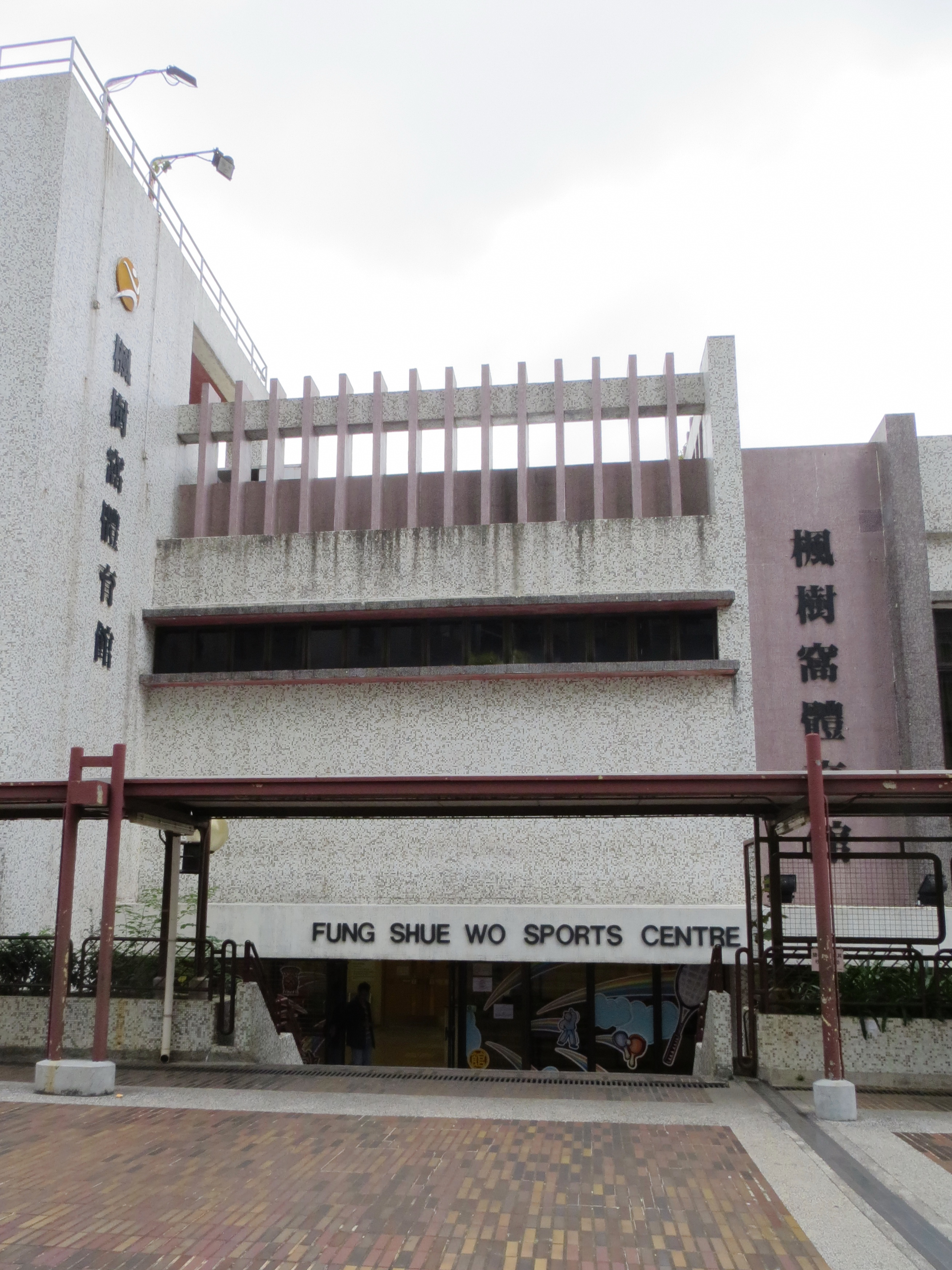
楓樹窩體育館

- 青衣邨
- 青衣邨社區會堂
- 楓樹窩體育館
- 楓樹窩新村
- 青衣鄉事委員會
- 大王下
- 綠悠雅苑

## 交匯道路
- 担桿山交匯處
- 青衣西路
- 青葉街
- 清譽街
- 清心街
- 青敬路
- 青衣鄉事會路